# Gaston Meillon
Pour les articles homonymes, voir Meillon.
Gaston Meillon, né le 3 juillet 1884 à Chartres et mort le 14 août 1973 à La Ferté-Macé, est un homme politique français.

## Biographie
Hôtelier et propriétaire du Grand Turc à La Ferté-Macé, il entre au conseil municipal de cette commune le 30 novembre 1919. Sous l'Occupation, entre 1941 et 1944, il en est écarté – suspendu de ses fonctions par arrêté préfectoral en date du 1er mars 1941 – et entre en résistance au sein d'un réseau spécialisé dans le soutien aux réfractaires.
En 1944-45, il intègre la première armée française en tant que capitaine-commandant et retrouve le 10 octobre 1944 le conseil municipal de la cité fertoise. Il est élu maire de la ville en mai de l'année suivante puis conseiller général de la Ferté-Macé en septembre. Un mois plus tard, il est désigné par ses pairs président du conseil général de l'Orne.
Candidat en quatrième et dernière position sur la liste du RPF conduite par Paul Pelleray lors des législatives de 1951, il n'est pas élu. Mais le 30 septembre 1951, à la faveur d'un scrutin partiel, consécutif à l'élection du sénateur Pierre Couinaud à l'Assemblée nationale, il devient conseiller de la République. Sur les bancs de la chambre haute, il s'inscrit au groupe du Rassemblement du peuple français et siège aux commissions des pensions et de la famille. Cependant, son mandat s'interrompt quelques semaines plus tard, battu par René Laniel lors du scrutin de 1952.
Il retrouve son siège lors de l'élection partielle du 20 décembre 1956 après que René Laniel ait été déchu de son mandat sénatorial. Toujours gaulliste, il intègre le groupe des Républicains sociaux puis celui de l'Union pour la nouvelle République ainsi que la commission des affaires économiques. Reconduit dans ses fonctions en 1958, son mandat s'achève l'année suivante.
Constamment réélu conseiller général, il préside l'assemblée départementale jusqu'en 1967, année où il cède son fauteuil à Hubert d'Andigné. Le début des années 70 marque son retrait progressif de la vie politique : en 1970, il ne se représente pas dans le canton de la Ferté-Macé puis en 1971, il se retire de la mairie.
En reconnaissance de son action et de son dévouement, il reçoit les titres de maire et conseiller général honoraires. Il meurt à La Ferté-Macé le 14 août 1973.

## Détail des fonctions et des mandats
Mandats parlementaires
- 30 septembre 1951 - 17 mai 1952 : sénateur de l'Orne
- 20 décembre 1956 - 26 avril 1959 : sénateur de l'Orne

Mandats locaux
- 22 mai 1945 - 26 mars 1971 : maire de La Ferté Macé
- 30 septembre 1945 - 8 mars 1970 : conseiller général du canton de La Ferté-Macé
- 29 octobre 1945 - 4 octobre 1967 : président du conseil général de l'Orne

## Distinctions
- Commandeur de la Légion d'honneur (1963)
  - officier en 1934
  - chevalier en 1920
- Croix de guerre 1914–1918
- Commandeur de l'ordre des Palmes académiques
  - chevalier en 1947
- Chevalier de l'ordre du Mérite combattant (1955)
- Chevalier de l'ordre du Mérite civil (1959)
- Officier de l'ordre du Mérite touristique (1954)[3]
- Médaille de vermeil départementale et communale (1956)
- Médaille d'or de l'enseignement technique